# Pohang
P'ohang (romanisation révisée : Pohang) est une ville de 509 475 habitants de la Corée du Sud, dans la province du Kyŏngsang du Nord. C'est un port bâti à l'embouchure de la rivière Hyŏngsan dans la mer de l'Est. La ville est divisée en deux quartiers : Puk-ku, le quartier du nord et Nam-ku, le quartier du sud. Elle est voisine de la ville de Kyŏngju, l’ancienne capitale du royaume de Silla et est située à l’est de la capitale provinciale Taegu (2 500 000 habitants) et au nord des villes de Ulsan (1 127 000 habitants) et Pusan (3 575 000 habitants).

## Histoire

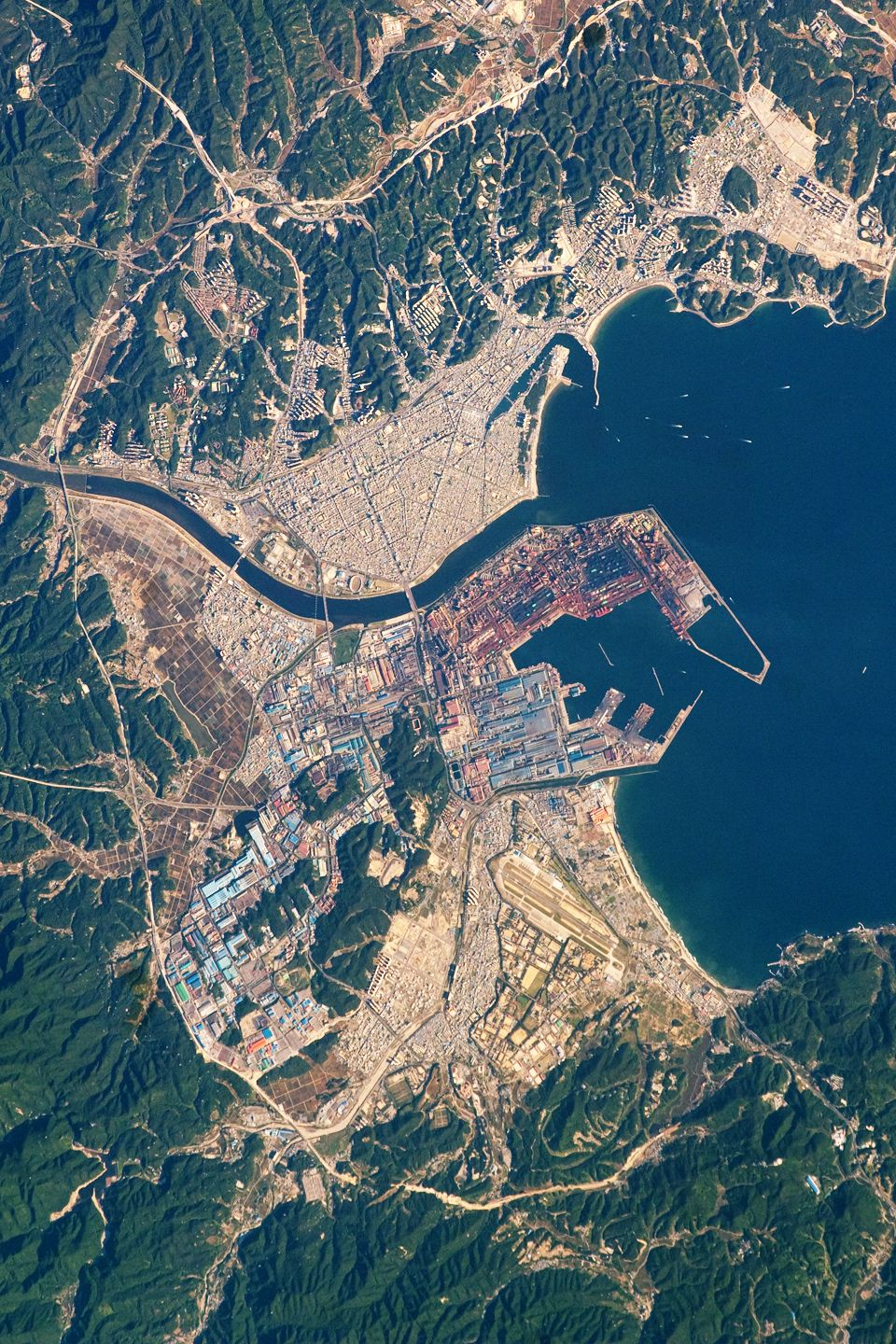
Photo satellite de Pohang

Le plus ancien signe d'occupation par les hommes dans la région de Pohang date de l'époque de la poterie Mumun (1500 à 300 av. J.-C.). Les archéologues ont découvert des petits villages et des dolmens datant de cette période. Au début du XXe siècle, Pohang n'était encore qu'un petit village de pêche. La commune prit de l'importance à partir de 1930 avec la construction d'un port moderne et obtient le statut de ville en 1949. 
Pohang a joué un rôle important dans la guerre de Corée : le 18 juillet 1950, les forces de l'ONU débarquent à Pohang, la région fut le théâtre de durs combats entre la 3e division d'infanterie de la Corée du Sud et la 5e division d'infanterie de la Corée du Nord en août et septembre 1950. 
Dans les années 1960, Pohang avait 50 000 habitants. Elle se développa vraiment avec la fondation de l'aciériste POSCO (Pohang Steel Company) en 1968 et le début de la production locale en 1972. Au tournant du millénaire, l'économie est basée sur le fer, l'acier, la construction navale et la pêche. Aujourd'hui, en réponse aux nouveaux défis économiques et à la mondialisation, la ville cherche à devenir un centre des arts et de la culture et à se diversifier vers l’environnementalisme et l’enseignement.

## Climat
Les températures moyennes varient entre 1,6 °C en janvier et 25,5 °C en aout. L'été est pluvieux, l'hiver sec et ensoleillé.
| Mois                                  | jan.       | fév.       | mars      | avril     | mai       | juin      | jui.      | août      | sep.      | oct.      | nov.      | déc.       | année      |
| ------------------------------------- | ---------- | ---------- | --------- | --------- | --------- | --------- | --------- | --------- | --------- | --------- | --------- | ---------- | ---------- |
| Température minimale moyenne (°C)     | −2         | −0,3       | 3,7       | 9,2       | 13,8      | 17,9      | 22        | 22,9      | 18,4      | 12,5      | 6,1       | 0,4        | 10,4       |
| Température moyenne (°C)              | 1,8        | 3,8        | 7,9       | 13,8      | 18,2      | 21,4      | 24,9      | 25,7      | 21,6      | 16,6      | 10,3      | 4,4        | 14,2       |
| Température maximale moyenne (°C)     | 6,5        | 8,6        | 12,7      | 18,9      | 23,2      | 25,5      | 28,7      | 29,4      | 25,3      | 21,4      | 15,2      | 9,2        | 18,7       |
| Record de froid (°C) date du record   | −14,4 1970 | −13,4 1957 | −9,9 1977 | −2,3 1972 | 3,7 1953  | 8,2 1969  | 10,8 1953 | 14 1953   | 8,9 1973  | 0,6 1982  | −8,3 1970 | −13,1 1976 | −14,4 1970 |
| Record de chaleur (°C) date du record | 17,5 1997  | 24,9 2021  | 26,9 2013 | 33 2018   | 36,1 1983 | 37,7 2005 | 38,6 2017 | 39,4 2018 | 35,9 1997 | 30,5 1997 | 26,6 1979 | 21,5 1953  | 39,4 2018  |
| Ensoleillement (h)                    | 188,7      | 176,4      | 189,9     | 214       | 223,9     | 183,7     | 161,1     | 170,3     | 154,5     | 193,7     | 182,8     | 190,4      | 2 229,6    |
| Précipitations (mm)                   | 36,5       | 40,8       | 60,9      | 68,9      | 85,2      | 141,6     | 203,2     | 227,4     | 177,1     | 43,7      | 41,1      | 25,7       | 1 152      |
| Nombre de jours avec précipitations   | 5,4        | 6,2        | 8,7       | 8         | 8,8       | 9,7       | 13,4      | 12,6      | 10,9      | 6,6       | 5,7       | 4,3        | 100,3      |
| Humidité relative (%)                 | 49,1       | 51,8       | 57        | 57,9      | 64,6      | 73,9      | 78,7      | 78,8      | 75,9      | 65,5      | 57,6      | 51         | 63,5       |
| Nombre de jours avec neige            | 2,1        | 2          | 1,4       | 0         | 0         | 0         | 0         | 0         | 0         | 0         | 0,1       | 1,3        | 6,9        |

| Diagramme climatique                                  |             |             |             |              |               |             |               |               |              |             |            |
| J                                                     | F           | M           | A           | M            | J             | J           | A             | S             | O            | N           | D          |
| 6,5−236,5                                             | 8,6−0,340,8 | 12,73,760,9 | 18,99,268,9 | 23,213,885,2 | 25,517,9141,6 | 28,722203,2 | 29,422,9227,4 | 25,318,4177,1 | 21,412,543,7 | 15,26,141,1 | 9,20,425,7 |
| Moyennes : • Temp. maxi et mini °C • Précipitation mm |             |             |             |              |               |             |               |               |              |             |            |

## Équipements et culture

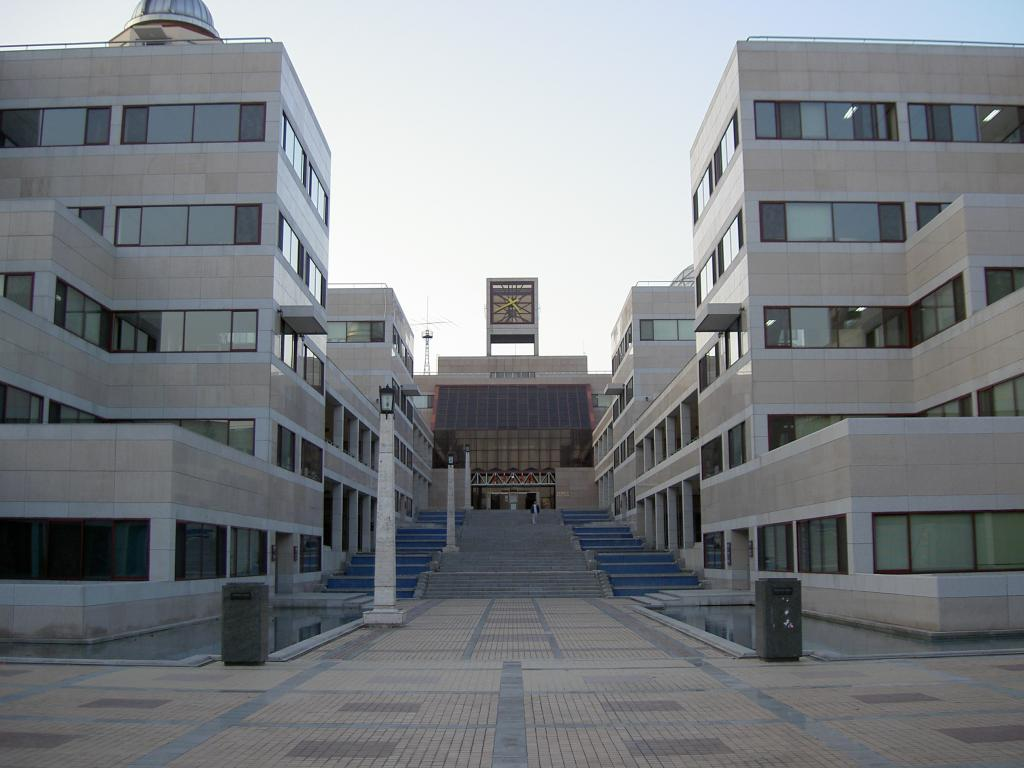
L'université POSTECH.

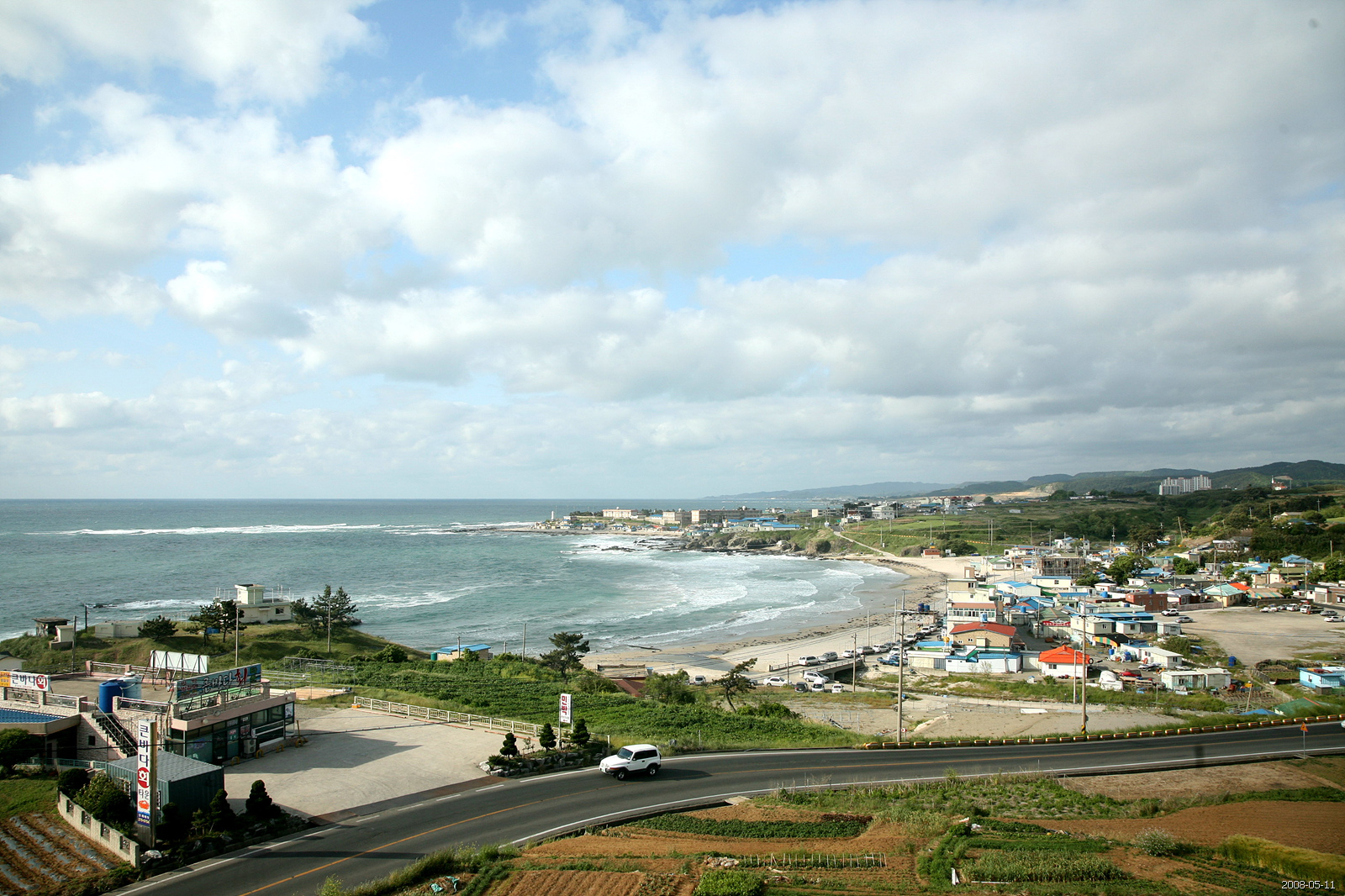
La plage de Goryongpo.

Le port de Pohang gère un trafic important : 54,8 millions de tonnes en 2006, principalement dû à la présence de POSCO, un des plus grands producteurs d’acier du monde et des industries qui lui sont liées. C’est aussi le terminus pour plusieurs lignes de ferry naviguant sur la mer du Japon. C'est aussi le port touristique principal pour rejoindre l'ile de Ullŭng.
POSTECH, l'université des sciences et des technologies de Pohang est une université privée fondée en 1986. Elle est considérée comme l’une des meilleures universités d’Asie. Une autre université est présente dans la ville : la Handong Global University.
Le marché Jukdo, situé près du centre-ville et du port, est fameux pour ses poissons. Il possède un grand nombre de restaurants servant du poisson cru.
Homigot est une péninsule s'avançant dans la mer du Japon à l'est de la ville. Comme c'est l'un des points les plus à l'est du pays, de nombreuses personnes se rassemblent à cet endroit pour assister au premier lever du soleil de l'année.
La ville possède plusieurs plages. Bukbu se trouve dans la partie nord de la ville et est au centre d'une zone riche en bars, restaurants et yeogwan (hôtel). En été, son festival de feux d'artifice est très apprécié. Plus au nord, on trouve les plages de Chilpo et Wolpo.
Le temple bouddhiste de Bogyeonsa se trouve au nord de Pohang au fond d'une vallée au pied du mont Naeyeon (710 m) près de la cascade de Yeonsan. Le temple de Oeosa, fondé par Wonhyo (617-686), se trouve au sud de la ville au pied du mont Unjae (481 m).
Le club de football des Pohang Steelers est un membre fondateur de la K-League et a remporté trois fois la ligue des champions d'Asie (1997, 1998, 2009).

## Population
La ville de Pohang se classait dans les plus grandes de Corée du Sud en 1980 avec plus de 675 000 habitants. Mais depuis 1983, la population de la ville ne fait que baisser notamment à cause de l'industrie de plus en plus présente, ce qui fait de Pohang la 6ème ville la plus polluée de Corée du Sud en 2021 et la 1ère sur l'ensemble des années 1980. Mais ce n'est pas le seul facteur, en effet les populations du Nord du Gyeongsang quittent leur village pour aller travailler dans des grandes villes telles que Daegu, Ulsan ou Busan. Ce qui fait de Pohang une ville avec un trafic routier extrêmement dense, trafic qui ne cesse de se développer depuis à peu près 1985. Les travaux ne plaisent pas aux habitants qui migreront vers Gumi ou Ulsan. La pollution sonore est extrêmement élevée. Ainsi, en 1983, la ville va perdre 28 000 habitants pour passer de 687 000 occupants à environ 659 000. La chute va s'accélérer dans durant 4 ans avant de ralentir et rester stable à partir de 1995 avec 525 000 habitants. La ville perdra en effet 2 000 habitants par an jusqu'en 2003 où à la suite d'un séisme de magnitude 3,7, près de 12 000 habitants quitteront la ville. La ville passera sous les 475 000 habitants en 2008 avant de réenregistrer une forte augmentation estimée à 35 000 habitants en deux ans. Cette augmentation ralentira : 509 000 habitants en 2010 pour 512 000 en 2015. La ville passe les 520 000 habitants en mi-2020. Le 1er août 2022, elle compterait ~524 300 habitants
| 1960   | 1970    | 1980    | 1990    | 1995    | 2000    | 2005    | 2010    | 2012    | 2014    | 2016    | 2018    | 2020    | 2022    |
| ------ | ------- | ------- | ------- | ------- | ------- | ------- | ------- | ------- | ------- | ------- | ------- | ------- | ------- |
| 52,884 | 311,076 | 675,648 | 537,766 | 525,093 | 515,187 | 488,433 | 508,736 | 511,324 | 511,782 | 513,597 | 517,145 | 520,653 | 524,326 |

## Séisme induit de  2017
En 2017, la ville a subi un séisme qui a été classé comme étant le second tremblement de terre le plus intense et destructeur jamais enregistré en Corée du Sud. Il a fait 135 blessés, et son coût a été estimé à 300 milliards de won, soit 290 millions de dollars américains. 
Les scientifiques l'ont rapidement relié à une usine d'exploitation géothermique profonde utilisant la fracturation hydraulique, hypothèse notamment présentée dans 2 études dans la revue Science,. 
Le 20 mars 2019, le gouvernement de Corée du Sud a reconnu que l’activité d’une centrale géothermique expérimentale proche est la cause la plus  probable d'un séisme destructeur de magnitude de 5,4 survenu le 15 novembre 2017 à Pohang. 
Un communiqué du ministère du Commerce, de l’Industrie et de l’Énergie (financeur de l’usine) accepte les conclusions du groupe chargé de l’enquête, et « exprime son profond regret » aux habitants de la ville, qui bénéficieront, selon ce communiqué, de 225,7 milliards de won destinés à réparer les infrastructures de la zone la plus touchée.
Le ministère sud-coréen chargé de l’énergie du pays a exprimé son « profond regret », ajoutant que cette centrale sera démantelée. Cette centrale dite  « à système géothermique amélioré » a utilisé la fracturation hydraulique pour pouvoir améliorer sa rentabilité et son rendement en calories. L’injection d’un fluide sous pression a provoqué de petits tremblements de terre, lesquels ont réactivé des failles proches, qui sont à l’origine du séisme de 2017.
Ce n’est pas le premier tremblement de terre induit par une centrale géothermique, mais il est à ce jour, et de loin, le plus intense (1000 fois plus puissant que le séisme de magnitude 3,4 ≈ survenu à neuf Bâle en Suisse en 2006.

## Personnalités
- Lee Myung-bak, ancien patron de Hyundai, ancien maire de Séoul et président de la Corée du Sud de 2008 à 2013 est originaire de Pohang.
- Kim Ju-hyeon, musicienne traditionnelle, est née à Pohang
- Lee Dong-Gook, ex-footballeur et ancien participant à l'émission de télé-réalité The Return of Superman (en), est originaire de Pohang.

## Jumelage
P'ohang est jumelée aux villes suivantes :
- Hunchun ;
- Kwangyang ;
- Suwǒn ;
- Nowŏn'gu à Séoul ;
- Pittsburg (Californie) ;
- Fukuyama ;
- Newcastle.